# نورتموور
نورتموور (به آلمانی: Nortmoor) یک شهر در آلمان است که در Jümme واقع شده‌است. نورتموور ۱٬۶۶۹ نفر جمعیت دارد.